# Georg Christian Carl Henschel
Georg Christian Carl Henschel (* 24. April 1759 in Gießen; † 2. Juni 1835 in Kassel) war ein deutscher Unternehmer und Mitbegründer der Gießerei Henschel & Sohn, der späteren Henschel-Werke.

## Biografie

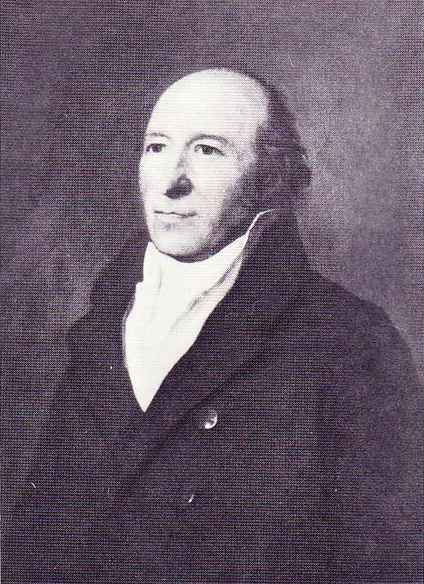
Georg Christian Carl Henschel

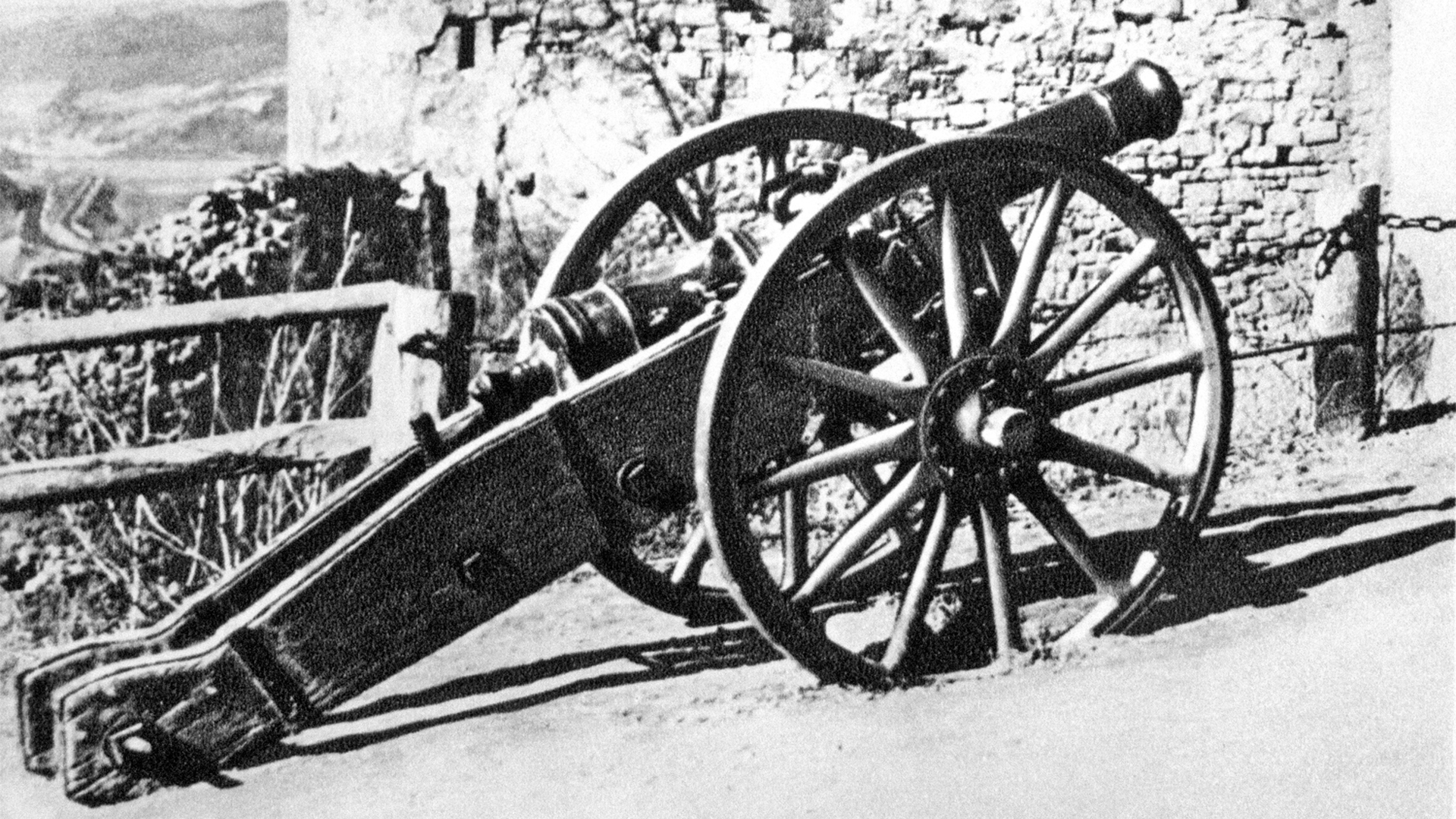
Henschel-Geschütz, gegossen 1803, vor dem Eingang der Rudelsburg

Henschel wuchs in Gießen auf und erlernte das Gießerhandwerk bei seinem Vater. 1777 kam er als Geselle nach Kassel und fand beim Stück- und Rotgießer Johann Friedrich Anton Storck Arbeit. Nach nur drei Jahren als Geselle wurde er Teilhaber an der Gießerei, die Storck als Staatsbediensteter auf private Rechnung betrieb.
Er heiratete 1780 die Tochter seines Prinzipals Christine Wilhelmine Storck, die ihn im Schreiben, Lesen und Rechnen unterrichtete. 1799 wurde die erste Feuerspritze von Storck und Henschel nach Zittau verkauft. Landgraf Wilhelm IX. übertrug Henschel im Jahre 1795 die „vacante Stückgießerstelle gegen die freye Wohnung in dem dasigen Gießhause und Benutzung des daneben liegenden Gartens“. 1796 wurde nach Henschels Entwürfen ein Bleiwalzwerk gebaut, das ein Halbzeug der Bleirohrproduktion herstellte. Zudem wurde er 1796 herrschaftlicher Brunnenleiter und war verantwortlich für die Wasserversorgung in Kassel. 1799 erwarb er zum Ausbau der Gießerei und Werkstätten das so genannte „Freyhaus“, das mit der Gießerei einen geschlossenen Gebäudekomplex bildete. 1802 kam das zehnte Kind des Ehepaares Henschel zur Welt. Als fürstlicher Hofgießer stand Henschel im öffentlichen Dienst. Er beschäftigte sich vornehmlich mit Geschütz- und Glockenguss.
Die Truppen Napoleons besetzten 1807 das Kurfürstentum Hessen und Kassel wurde Hauptstadt des Königreichs Westphalen. Henschel goss Kanonenrohre für die Besatzer. Nach Streitigkeiten mit dem französischen Stadtkommandanten, Artilleriegeneral Alix, um die Preise für die Kanonenrohre verließ er am 28. Juni 1810 das Gießhaus und zog in das benachbarte, zufällig leer stehende „Freyhaus“, wo er mit seinem zweiten Sohn Johann Werner Henschel die Gießerei Henschel & Sohn gründete.
1817 trat sein ältester Sohn Carl Anton Henschel in die Firma ein. Henschel & Sohn beantragten die Verlängerung des Produktionsprivilegs und zudem die Genehmigung zum Alleinverkauf seiner Erzeugnisse. Den Wandel, der durch die industrielle Revolution ausgelöst wurde und der vom Übergang von der Werkstattfertigung zur Massenfertigung geprägt war, konnte Henschel nicht auf sein Unternehmen übertragen.
1835 starb er in Kassel, drei Jahre nach dem Tod seiner Frau. Das Unternehmen wurde von Carl Anton Henschel weitergeführt. Sein zweiter Sohn, Johann Werner Henschel, der ursprünglich das Unternehmen übernehmen sollte, wandte sich der Bildhauerei zu.
Ehrungen
- Die Georg-Henschel-Straße in Bremen, Neustädter Häfen, wurde nach ihm benannt.